# Pasquale Paoli
Pasquale Paoli (n. 6 aprilie 1725, Morosaglia⁠(d), arrondissement de Corte, Provence-Côte d'Azur-Corse⁠(d), Franța – d. 5 februarie 1807, Londra, Regatul Unit al Marii Britanii și Irlandei) a fost un general, patriot și om de stat corsican, care a jucat un rol crucial în istoria insulei. Este considerat părintele fondator al națiunii corsicane⁠(d) și un simbol al luptei pentru independență.

## Biografie

### Viața timpurie și educația
Paoli s-a născut la Morosaglia, Corsica⁠(d), într-o familie nobilă. Tatăl său, Giacinto Paoli, a fost un lider important al luptei corsicane împotriva dominației genoveze. Pasquale a primit o educație excelentă în Italia, unde a studiat la Universitatea din Padova.

### Cariera militară și politică
În 1755, Paoli s-a întors în Corsica și a preluat conducerea luptei pentru independență. A condus armata corsicană la o serie de victorii împotriva genovezilor, culminând cu expulzarea lor din insulă în 1768.
Paoli a fondat Republica Corsicană⁠(d), o republică independentă cu o constituție democratică. A servit ca prim președinte al republicii din 1755 până în 1769.

### Exilul și moartea
În 1769, Franța a invadat Corsica și a anexat insula. Paoli a fost forțat să se exileze în Anglia. Între anii 1790-1795 a revenit în Corsica, dar în octombrie 1795  a fost nevoit să părăsească din nou insula. A plecat definitiv în exil în Anglia, unde a murit la 5 februarie 1807.

## Moștenirea
Paoli este considerat un erou național în Corsica. El este venerat pentru rolul său în lupta pentru independență și pentru contribuția sa la fondarea Republicii Corsicane.

## Impactul lui Paoli
Paoli a avut un impact semnificativ asupra istoriei Corsicii. El a inspirat sentimentul național corsican și a pus bazele luptei pentru independență. De asemenea, a contribuit la modernizarea insulei prin introducerea reformelor politice și sociale.